# ريكاردو مونتيرو
ريكاردو مونتيرو (بالإسبانية: Ricardo Montero)‏ هو دراج إسباني، ولد في 9 يوليو 1902 في خيمونيو في إسبانيا، وتوفي في 19 ديسمبر 1974 في بلد الوليد في إسبانيا.

## وصلات خارجية
- ريكاردو مونتيرو على موقع أرشيف الدراجات (الإنجليزية)
- ريكاردو مونتيرو على موقع إحصائيات الدراجات الإحترافية (الإنجليزية)
- ريكاردو مونتيرو على موقع CycleBase (الإنجليزية)